# Juan Diego Gonzales-Vigil
Juan Diego Gonzales-Vigil Bentín (Lima, 18 de febrero de 1985) es un exfutbolista peruano. Jugaba como delantero, pero rotaba en la posición de mediocentro defensivo y extremo. Es hermano del también futbolista Aurelio Gonzales-Vigil. Actualmente es preparador de caballos de carreras. 

## Trayectoria
Era volante ofensivo. Jugaba por el centro, por la derecha y por la izquierda. En ese mismo puesto se desempeñaba en el Club Regatas Lima. Cuando tenía 14 años, Jaime Duarte lo llevó a Alianza para someterse a una prueba. Tenía mucha competencia en ese puesto, por lo que el profesor Jorge Gutti lo puso como delantero. Como era efectivo en el área se quedó en ese puesto.
Alianza tenía convenios de intercambio con clubes europeos. Uno de ellos era el Ajax de Ámsterdam. Entrenó también con el Borussia Dortmund y con el Bayer Leverkusen. Estuvo tres meses en Ámsterdam. En 2002, Alianza lo prestó al Deportivo Wanka por seis meses. Fue dirigido por Roberto Mosquera. Tenía 17 años y, según cuenta, fue una gran experiencia pues recién había salido del colegio.  Luego surgió la opción de ir cedido a Georgia a jugar por el FC Lokomotivi Tbilisi por 2 meses, donde hizo un gol. Regresas a alianza y en las temporadas 2003 y 2004 alterna con varios jugadores, finalizando con 4 goles, todos de cabeza.   
En 2005 demoró en firmar por Alianza Lima y no lo incluyeron en la Copa Libertadores. En ese entonces marcó cuatro goles a Cienciano (equipo que luchaba el título nacional) y fue transferido al Málaga por 5 años. Empezó haciendo goles en el Málaga 'B', pero contrajo pubalgia a inicios de 2006, encima el equipo principal descendió. Gonzales Vigil estuvo a prueba en la pretemporada del Málaga pero no logró convencer y tampoco quiso jugar por la filial porque el Málaga B pasó a la segunda ''B''. Llega al Zulte Waregem de Bélgica en el segundo semetre. Llegó a jugar 45 minutos contra el Ajax por la Copa UEFA. El ''lobo'' no venía jugando mucho y, encima, el cuadro belga contrató dos jugadores en su puesto y lo prestaron al Cienciano por los 6 primeros meses de 2007. En ese semestre hizo varios goles. (Incluso le anotó al Boca Juniors y Bolívar por Copa Libertadores).  
Después firma por Universitario de Deportes, ahí jugaba de volante por derecha e izquierda. En julio pasa unas pruebas en el Benfica pero no logra convencer. Al año siguiente, con la llegada de Ricardo Gareca, no sigue más en el cuadro crema pese a tener contrato hasta junio del 2008 y llega al Bolognesi de Tacna. En el segundo semestre llega a Alianza Lima, equipo que lo vio nacer y que peleaba la baja, tras desechar ofertas de la San Martín y el Emelec de Ecuador. Ahí jugó en muchas posiciones como volante extremo, segundo delantero y encima de volante de contención. Es recordado por los goles que le hizo a Universitario en el 2008 y a Sporting Cristal en el 2009.
Para el año 2010 llegó la oferta para ir al FC Cartagena, equipo español de la segunda división que en ese entonces peleaba por el ascenso, tuvo poca continuidad y el equipo no ascendió. Rescindió contrato y fichó por Deportivo Quito junto al delantero peruano José Carlos Fernández. Nuevamente jugaría en la posición de volante extremo, alcanzando un cupo a la Copa Libertadores 2011. 
Para el 2011 ficha por León de Huánuco para jugar la Copa Libertadores 2011, argumentando que quería ir a Lima para continuar con unos estudios. En la segunda mitad del año es contratado por Sporting Cristal como pedido del técnico Juan Reynoso para jugar como volante de contención. Al año siguiente contrae nupcias y luego ficha por San Martín. 
Después de tantos años en actividad por tantos lugares decide tomar un semestre sabático. En ese tiempo se dio la posibilidad de fichar por Deportivo Municipal, pero nada se concretó. Luego es invitado a entrenar con Alianza Lima por dos meses y termina fichando por el club. En las liguillas de ese año tuvo muy buenos partidos, donde se puede apreciar que ha mejorado su juego y encima haciendo un par de goles claves. Extiende su contrato por todo el 2014.
Luego jugó dos años por Deportivo Municipal. En la primera temporada juega de extremo y en la segunda, de contención. 
En 2017 se dedica a competiciones de carrera y al fútbol americano. En 2018 firma por el Sport Boys, siendo el único futbolista en haber jugado por los 5 grandes del fútbol peruano. Debuta ahí como lateral derecho porque los otros jugadores en ese puesto se encontraban lesionados y resciende contrato a inicios de mayo con la llegada de Wilmar Valencia. 
En 2020 vuele al fútbol profesional y ficha por el club Santos Fútbol Club de Ica, siendo este su último equipo a nivel profesional.

## Selección nacional
Integró una selección sub-17 y dos sub-20 (En la última sub-20 metió un gol frente a Bolivia). Luego estuvo en la sub-23 que disputó el preolímpico de Chile. No jugó porque era el más joven y tenía 18 años. Estaban Paolo Guerrero, Jefferson Farfan, Wilmer Aguirre y Manuel Barreto. En mayores debuta con Autuori y posteriormente con Del Solar y Markarian. En eliminatorias salió en banca pero nunca logró debutar.

## Estadísticas
| Club                             | Temporada           | Liga   | Liga | Liga  | Copas Nacionales | Copas Nacionales | Copas Nacionales | Copas internacionales | Copas internacionales | Copas internacionales | Total  | Total | Total |
| Club                             | Temporada           | PJ     | G    | A     | PJ               | G                | A                | PJ                    | G                     | A                     | PJ     | G     | A     |
| -------------------------------- | ------------------- | ------ | ---- | ----- | ---------------- | ---------------- | ---------------- | --------------------- | --------------------- | --------------------- | ------ | ----- | ----- |
| Deportivo Wanka · Perú           | 2002                | ¿+2?   | 0    | ¿+0?  | –                | –                | –                | –                     | –                     | –                     | ¿+2?   | 0     | ¿+0?  |
| Deportivo Wanka · Perú           | Total               | ¿+2?   | 0    | ¿+0?  | 0                | 0                | 0                | 0                     | 0                     | 0                     | ¿+2?   | 0     | ¿+0?  |
| Alianza Lima · Perú              | 2002                | 0      | 0    | 0     | –                | –                | –                | –                     | –                     | –                     | 0      | 0     | 0     |
| Alianza Lima · Perú              | Total               | 0      | 0    | 0     | 0                | 0                | 0                | 0                     | 0                     | 0                     | 0      | 0     | 0     |
| Lokomotivi Tbilisi Georgia       | 2002/2003           | 5      | 1    | ¿+0?  | ?                | ?                | ?                | –                     | –                     | –                     | ¿+5?   | ¿+1?  | ¿+0?  |
| Lokomotivi Tbilisi Georgia       | Total               | 5      | 1    | ¿+0?  | ?                | ?                | ?                | 0                     | 0                     | 0                     | ¿+5?   | ¿+1?  | ¿+0?  |
| Alianza Lima · Perú              | 2003                | 3      | 0    | 0     | –                | –                | –                | –                     | –                     | –                     | 3      | 0     | 0     |
| Alianza Lima · Perú              | 2004                | 31     | 4    | ¿+1?  | –                | –                | –                | 6                     | 0                     | 0                     | 37     | 4     | ¿+1?  |
| Alianza Lima · Perú              | 2005                | 19     | 11   | ¿+0?  | –                | –                | –                | -                     | -                     | -                     | 19     | 11    | ¿+0?  |
| Alianza Lima · Perú              | Total               | 53     | 15   | ¿+1?  | 0                | 0                | 0                | 6                     | 0                     | 0                     | 59     | 15    | ¿+1?  |
| Málaga B · España                | 2005/2006           | 27     | 5    | ¿+0?  | –                | –                | –                | –                     | –                     | –                     | 27     | 5     | ¿+0?  |
| Málaga B · España                | Total               | 27     | 5    | ¿+0?  | -                | -                | -                | -                     | -                     | -                     | 27     | 5     | ¿+0?  |
| Zulte Waregem · Bélgica          | 2006/2007           | 3      | 0    | 0     | 1                | 0                | 0                | 1                     | 0                     | 0                     | 5      | 0     | 0     |
| Zulte Waregem · Bélgica          | Total               | 3      | 0    | 0     | 1                | 0                | 0                | 1                     | 0                     | 0                     | 5      | 0     | 0     |
| Cienciano · Perú                 | 2007                | 16     | 8    | ¿+0?  | –                | –                | –                | 3                     | 2                     | 2                     | 19     | 10    | ¿+2?  |
| Cienciano · Perú                 | Total               | 16     | 8    | ¿+0?  | 0                | 0                | 0                | 3                     | 2                     | 2                     | 19     | 10    | ¿+2?  |
| Universitario · Perú             | 2007                | 16     | 1    | ¿+1?  | –                | –                | –                | 1                     | 0                     | 0                     | 17     | 1     | ¿+1?  |
| Universitario · Perú             | Total               | 16     | 1    | ¿+1?  | 0                | 0                | 0                | 1                     | 0                     | 0                     | 17     | 1     | ¿+1?  |
| Coronel Bolognesi · Perú         | 2008                | 23     | 13   | ¿+0?  | –                | –                | –                | 5                     | 0                     | 0                     | 28     | 13    | ¿+0?  |
| Coronel Bolognesi · Perú         | Total               | 23     | 13   | ¿+0?  | 0                | 0                | 0                | 5                     | 0                     | 0                     | 28     | 13    | ¿+0?  |
| Alianza Lima · Perú              | 2008                | 23     | 2    | ¿+1?  | –                | –                | –                | –                     | –                     | –                     | 23     | 2     | ¿+1?  |
| Alianza Lima · Perú              | 2009                | 24     | 1    | 0     | –                | –                | –                | –                     | –                     | –                     | 24     | 1     | 0     |
| Alianza Lima · Perú              | Total               | 47     | 3    | ¿+1?  | 0                | 0                | 0                | 0                     | 0                     | 0                     | 47     | 3     | ¿+1?  |
| Málaga B · España                | 2009/2010           | 8      | 0    | 0     | –                | –                | –                | –                     | –                     | –                     | 8      | 0     | 0     |
| Málaga B · España                | Total               | 8      | 0    | 0     | 0                | 0                | 0                | 0                     | 0                     | 0                     | 8      | 0     | 0     |
| Deportivo Quito · Ecuador        | 2010                | 17     | 3    | ¿+2?  | –                | –                | –                | 2                     | 0                     | 0                     | 19     | 3     | ¿+2?  |
| Deportivo Quito · Ecuador        | Total               | 17     | 3    | ¿+2?  | 0                | 0                | 0                | 2                     | 0                     | 0                     | 19     | 3     | ¿+2?  |
| León de Huánuco · Perú           | 2011                | 11     | 2    | 1     | 1                | 0                | 0                | 5                     | 0                     | 0                     | 17     | 2     | 1     |
| León de Huánuco · Perú           | Total               | 11     | 2    | 1     | 1                | 0                | 0                | 5                     | 0                     | 0                     | 17     | 2     | 1     |
| Sporting Cristal · Perú          | 2011                | 6      | 0    | 0     | 3                | 0                | 0                | -                     | -                     | -                     | 9      | 0     | 0     |
| Sporting Cristal · Perú          | Total               | 6      | 0    | 0     | 3                | 0                | 0                | -                     | -                     | -                     | 9      | 0     | 0     |
| Universidad de San Martín · Perú | 2012                | 16     | 1    | 0     | –                | –                | –                | 0                     | 0                     | 0                     | 16     | 1     | 0     |
| Universidad de San Martín · Perú | Total               | 16     | 1    | 0     | 0                | 0                | 0                | 0                     | 0                     | 0                     | 16     | 1     | 0     |
| Alianza Lima · Perú              | 2013                | 12     | 2    | 3     | –                | –                | –                | –                     | –                     | –                     | 12     | 2     | 3     |
| Alianza Lima · Perú              | 2014                | 10     | 0    | 1     | 6                | 1                | 0                | 0                     | 0                     | 0                     | 16     | 1     | 1     |
| Alianza Lima · Perú              | Total               | 22     | 2    | 4     | 6                | 1                | 0                | 0                     | 0                     | 0                     | 28     | 3     | 4     |
| Deportivo Municipal · Perú       | 2015                | 27     | 5    | 3     | 9                | 1                | 0                | –                     | –                     | –                     | 36     | 6     | 3     |
| Deportivo Municipal · Perú       | 2016                | 38     | 0    | 1     | –                | –                | –                | 2                     | 0                     | 0                     | 40     | 0     | 1     |
| Deportivo Municipal · Perú       | Total               | 65     | 5    | 4     | 9                | 1                | 0                | 2                     | 0                     | 0                     | 76     | 6     | 4     |
| Sport Boys · Perú                | 2018                | 8      | 0    | 0     | –                | –                | –                | -                     | -                     | -                     | 8      | 0     | 0     |
| Sport Boys · Perú                | Total               | 8      | 0    | 0     | 0                | 0                | 0                | 0                     | 0                     | 0                     | 8      | 0     | 0     |
| Santos · Perú                    | 2020                |        |      |       | –                | –                | –                | -                     | -                     | -                     | -      | -     | -     |
| Total en su carrera              | Total en su carrera | ¿+345? | 59   | ¿+14? | ¿+20?            | ¿+2?             | ¿+0?             | 25                    | 2                     | 2                     | ¿+390? | ¿+63? | ¿+16? |

## Palmarés

### Campeonatos nacionales
| Título                    | Club         | País | Año  |
| ------------------------- | ------------ | ---- | ---- |
| Primera División del Perú | Alianza Lima | Perú | 2003 |
| Primera División del Perú | Alianza Lima | Perú | 2004 |

### Torneos cortos
| Título          | Club         | País | Año  |
| --------------- | ------------ | ---- | ---- |
| Torneo Clausura | Alianza Lima | Perú | 2003 |
| Torneo Apertura | Alianza Lima | Perú | 2004 |
| Torneo del Inca | Alianza Lima | Perú | 2014 |

### Distinciones individuales
| Distinción                                     | Año  |
| ---------------------------------------------- | ---- |
| Máximo goleador del Torneo Apertura (11 goles) | 2005 |